# Беневоленский, Павел Игнатьевич
Павел Игнатьевич Беневоленский (1799—1865) — священнослужитель Русской православной церкви. 

## Биография
Родился в семье причетника владимирской епархии; старший брат Андрея Игнатьевича Беневоленского.
Окончил Владимирскую духовную семинарию (1822) и Московскую духовную академию (в 1826 году магистром V курса).
Масон, член теоретической степени в Москве после 1822 года, участвовал в тайных собраниях московских «теоретистов» вплоть до 1862 года.
С 1826 года состоял преподавателем Вифанской духовной семинарии, откуда в 1830 году назначен бакалавром философии Московской духовной академии по кафедре логики и опытной психологии.
В 1834 году оставил службу в академии, принял священный сан и был назначен священником в Москве при церкви Нового Воскресения (что на Остоженке), где прослужил 15 лет, потом был переведён на Арбат к церкви Николы Явленного.
Состоял благочинным, членом нескольких комитетов и цензором журнала «Душеполезное чтение». Духовник А. С. Хомякова.
В 1864 году получил звание внешнего действительного члена конференции Московской духовной академии.
Скончался 24 апреля (6 мая) 1865 года 66 лет. Похоронен на кладбище Алексеевского девичьего монастыря.